# 16217 Peterbroughton
16217 Peterbroughton (2000 DR13) là một tiểu hành tinh vành đai chính được phát hiện ngày 28 tháng 2 năm 2000 bởi Spacewatch ở Kitt Peak.